# Prêmio Sistemas de Controle IEEE
O Prêmio Sistemas de Controle IEEE (em inglês:  IEEE Control Systems Award) é uma premiação concedida pelo Instituto de Engenheiros Eletricistas e Eletrônicos (IEEE) no campo da técnica, concedido a um indivíduo "por contribuições de destaque à engenharia de sistemas de controle, ciência e tecnologia". Foi criado em 1980 pelo conselho administrativo da IEEE, mas financiado pela Sociedade de Sistemas de Controle da IEEE.
Quando criada a premiação, foi denominada IEEE Control Systems Science and Engineering Award, mas em 1991 foi oficialmente renomeado IEEE Control Systems Award.

## Laureados
- 1982: Howard Harry Rosenbrock
- 1983: Não houve premiação
- 1984: Arthur Earl Bryson
- 1985: George Zames
- 1986: Charles A. Desoer
- 1987: Walter Murray Wonham
- 1988: Dante C. Youla
- 1989: Yu-Chi Ho
- 1990: Karl Johan Åström
- 1991: Roger Ware Brockett[3]

Laureados com o IEEE Control Systems Award:
- 1992: Harold J. Kushner
- 1993: Moshe Zakai
- 1994: Elmer Grant Gilbert
- 1995: Petar Kokotovic
- 1996: Vladimir Yakubovich
- 1997: Brian Anderson
- 1998: Jan Camiel Willems
- 1999: A. Stephen Morse
- 2000: Sanjoy Kumar Mitter
- 2001: Keith Glover
- 2002: Pravin Varaiya
- 2003: N. N. Krasovski
- 2004: John Doyle
- 2005: Manfred Morari
- 2006: P. R. Kumar
- 2007: Lennart Ljung
- 2008: Mathukumalli Vidyasagar
- 2009: David Mayne
- 2010: Graham Clifford Goodwin
- 2011: Eduardo Daniel Sontag
- 2012: Alberto Isidori
- 2013: Stephen P. Boyd
- 2014: Tamer Başar
- 2015: Bruce Francis
- 2016: Arthur J. Krener
- 2017: Richard M. Murray
- 2018: John Tsitsiklis[5]
- 2019: Pramod Khargonekar
- 2020: Anders Lindquist
- 2021: Hidenori Kimura
- 2022: Dimitri Bertsekas